# Campeonato de España de Atletismo en pista cubierta de 1973
El IX Campeonato de España de Atletismo en pista cubierta, se disputó el día 24 de febrero de 1973 en las instalaciones deportivas de Palacio de los Deportes, Madrid, España.

## Resultados

### Hombres
| Evento              | Oro                            | Plata                        | Bronce                        |
| ------------------- | ------------------------------ | ---------------------------- | ----------------------------- |
| 60 m                | Manuel Carballo 6.6            | Luis Sarriá 6.6              | Francisco García 6.6          |
| 400 m               | Manuel Soriano 48.6            | José Manuel Santisteban 49.8 | Leopoldo Puertas 49.9         |
| 800 m               | Antonio Fernández Ortiz 1:50.7 | Juan Borraz 1:51.4           | Isidro Solorzano 1:53.8       |
| 1500 m              | José María Morera 3:52.7       | Joaquín Sánchez 3:53.9       | Francisco Gordillo 3:55.5     |
| 3000 m              | Antonio Burgos 8:16.2          | José María Morera 8:18.4     | Javier Álvarez Salgado 8:19.4 |
| 60 m vallas         | Gerardo Calleja 8.1            | Rafael Cano 8.1              | Adrián Parellada 8.2          |
| Salto de altura     | Francisco Bolaños 2,10         | José Antonio Ocio 2,08       | Luis María Garriga 2,06       |
| Salto con pértiga   | Efrén Alonso 4,70              | Miguel Consegal 4,40         | Rafael Cano 4,30              |
| Salto de longitud   | Juan José Azpeitia 7,55        | Rafael Blanquer 7,52         | Mariano Pérez 7,51            |
| Triple salto        | Alberto Santamaría 15,49       | Jesús Bartolomé 15,39        | Ramón Cid 15,39               |
| Lanzamiento de peso | Antonio Herrería 16,39         | Manuel Ruiz Parajón 15,92    | Bonifacio Allende 14,25       |

### Mujeres
| Evento              | Oro                     | Plata                     | Bronce                      |
| ------------------- | ----------------------- | ------------------------- | --------------------------- |
| 60 m                | Pilar Fanlo 7.8         | Sagrario Aguado 7.9       | Isabel Montaña 7.9          |
| 400 m               | Rosa Colorado 58.1      | Gloria Pujol 58.9         | Catalina Marcos 1:01.6      |
| 800 m               | Josefina Salgado 2:15.5 | Matilde Garay 2:15.6      | Rosalía Roge 2:29.6         |
| 1500 m              | Carmen Valero 4:37.7    | Consuelo Alonso 4:45.8    | Nieves Recuero 4:51.7       |
| 60 m vallas         | María José Martínez 8.9 | Matilde Bixquert 8.9      | Pilar Simón 9.4             |
| Salto de altura     | Sagrario Aguado 1,62    | Carolina Nolten 1,59      | Amaya Santamaría 1,53       |
| Salto de longitud   | Carolina Nolten 5,66    | María José Martínez 5,62  | Lourdes Valdor 5,38         |
| Lanzamiento de peso | Ana María Molina 12,81  | María Carmen Guembe 11,27 | María Ángeles Muguiro 10,82 |

## Récords batidos
| Récords de España |                 |        |
| Mujeres           |                 |        |
| 1500 m            | Carmen Valero   | 4:37.7 |
| Salto de longitud | Carolina Nolten | 5,66   |